# 哈利·戴維斯 (1900年代一壘手)
哈利·H·戴維斯（英語：Harry H. Davis，1873年7月19日—1947年8月11日），為前美國職棒大聯盟的一壘手。生涯曾效力過巨人、海盜、上校、參議員、運動家與納普(今守護者)等隊。

## 職業生涯

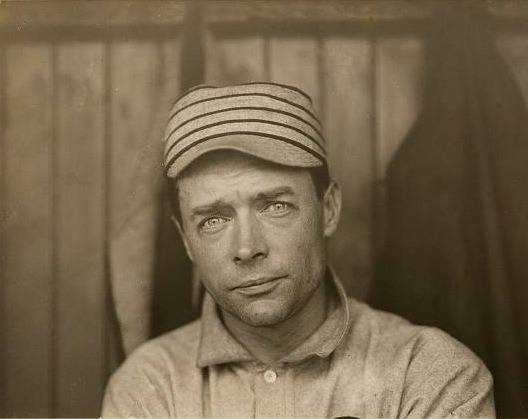
1911年的戴維斯

戴維斯從1894年開始職業生涯，1900年他在小聯盟度過一季後，決定暫時告別棒球。不過運動家總教練Connie Mack用重金挖角戴維斯，最後戴維斯選擇加入運動家。1904年到1907年間，戴維斯蟬聯了聯盟全壘打王。
1905年，戴維斯拿下了全壘打王、打點王和二壘安打王。並帶領球隊闖進世界大賽，可惜最後輸給巨人。1910年世界大賽，戴維斯繳出了成53的打擊率，並順利拿下個人生涯首冠。隔年球隊將一壘手位置讓給年輕球員Stuffy McInnis，戴維斯淪為替補。不過球隊最終仍順利奪冠。
1912年，戴維斯加入納普隊，並擔任球隊的球員兼總教練。但他帶隊僅拿下54勝71敗，最後遭到解雇回到運動家。1913年，他雖然又拿下一次冠軍，但這年他幾乎是擔任教練的角色。球季結束後，他便宣布退休。

## 生涯打擊成績
| 出賽次數 | 打席 | 打數 | 得分 | 安打 | 二安 | 三安 | 全壘打 | 打點 | 盜壘 | 保送 | 三振 | 打擊率 | 上壘率 | 長打率 | OPS  |
| -------- | ---- | ---- | ---- | ---- | ---- | ---- | ------ | ---- | ---- | ---- | ---- | ------ | ------ | ------ | ---- |
| 1755     | 7390 | 6653 | 1001 | 1841 | 361  | 145  | 75     | 951  | 285  | 525  | 644  | .277   | .335   | .408   | .743 |

## 晚年
在1927年以前，戴維斯都在運動家擔任教練和球探。後來他一度轉戰政壇，成為費城的議員。
1947年7月11日，戴維斯在家鄉費城去世，享年74歲。

## 外部連結
- 球員資訊和成績在MLB，ESPN ，Retrosheet ，Baseball Reference ，Baseball Reference (Minors) ，Fangraphs （英文）

| 成就              | 成就                   | 成就                 |
| ----------------- | ---------------------- | -------------------- |
| 前任： Bill Joyce | 完全打擊 1901年7月10日 | 繼任： 弗瑞德·克拉克 |